# Archidiocèse de Washington
L'archidiocèse de Washington (en latin : Archidioecesis Vashingtonensis ; en anglais : archdiocese of Washington) est une Église particulière de l'Église catholique aux États-Unis.

## Territoire
L'archidiocèse couvre le district de Columbia et cinq comtés de l'État du Maryland : Calvert, Charles, Montgomery, comté du Prince George, Saint Mary.

## Histoire
Le 22 juillet 1939, reconnaissant l'augmentation de la population du district de Columbia, le pape Pie XII érige le nouvel archidiocèse de Washington. Le pape nomme Michael Curley, alors archevêque de Baltimore, archevêque de Washington. Celui-ci meurt en 1947.
Pie XII nomme alors des archevêques distincts pour Baltimore et Washington. Son choix pour l'archevêché de Washington se porte sur Patrick O'Boyle, de l'archidiocèse de New York.  
L'archidiocèse est officiellement érigé le 15 novembre 1947 par la constitution apostolique Universi dominici gregis du pape Pie XII, à la suite de la division de l'archidiocèse de Baltimore-Washington, dont l'archidiocèse de Baltimore est également issu.
Le 13 mars 1954, dans la lettre apostolique Matrem Dei, Pie XII proclame la Bienheureuse Vierge Marie, honorée du titre de sa Maternité, patronne principale de l'archidiocèse.
Par la constitution apostolique Fidelium christianorum du 12 octobre 1965, le pape Paul VI l'élève au rang de siège métropolitain.

## Édifices
La cathédrale Saint-Matthieu (en anglais : cathedral of St. Matthew) de Washington est la cathédrale de l'archidiocèse.
La basilique de l'Immaculée-Conception (basilica of the Immaculate Conception) est une basilique mineure et le plus grand édifice catholique du pays.

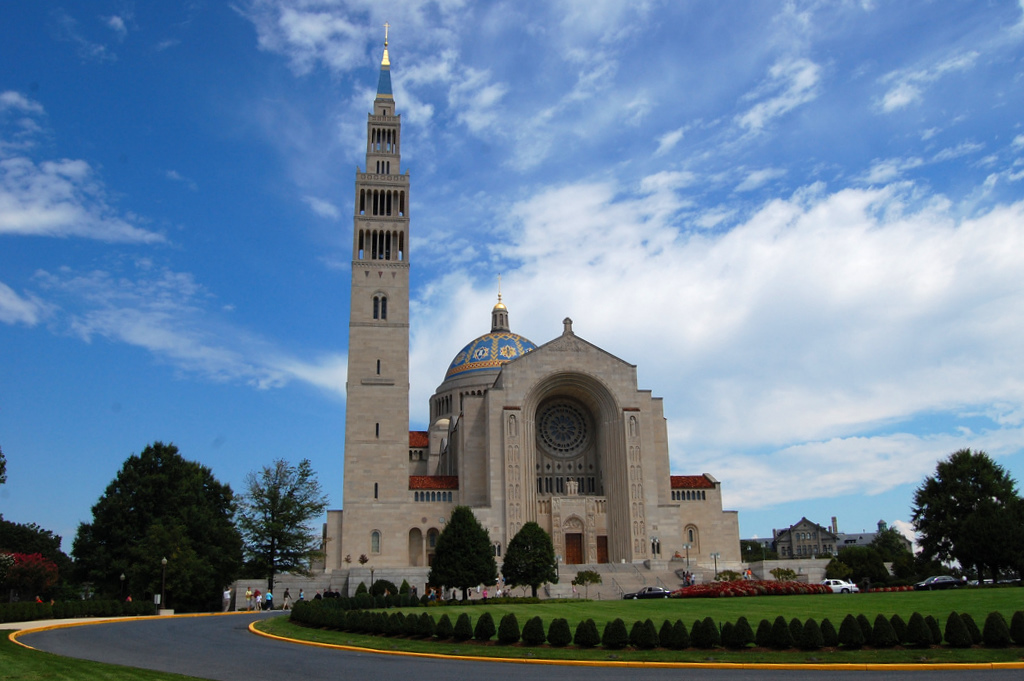
La basilique de l'Immaculée-Conception.

### Articles liés
- Liste des archevêques de Washington
- Liste des juridictions catholiques aux États-Unis
- Église catholique aux États-Unis